# Мезёберень
Мезёберень (венг. Mezőberény) — город в медье Бекеш в Венгрии. Город занимает площадь 118,53 км2, на которой проживает 11 591 житель.

## История
Имя Мезёберень (Берени) впервые упоминается в книгах в 1347 году в форме «Берен». В 1347 году он был собственностью Аксаи Беренда. Его сыновья: Мартон, Беренд и Гергели разделили между собой унаследованное имение на три части. Предположительно деревня была разрушена во время монгольского нашествия. Обезлюдевшее поселение было восстановлено Мартоном, сыном Беренда, который был судебным приставом замка Бекеш. В книгах 1347 года он упоминается как первый владелец поместья Бекеш. В то время Берень был частью системы небольших деревень средневекового уезда Бекеш. Это могло быть значительное место, состоящее из двух деревень, с построенной из камня церковью.
В конце 14 века Берени принадлежала поместью Дьюла и несколько раз переходила из рук в руки в качестве королевского дара. Среди его наиболее значимых  владельцев были семья Лошончи, семья  Мароти, Янош Корвин и маркиз Георг Бранденбургский. В период с 1514 по 1517 год дворяне графства проводили здесь заседания окружного совета. Жители Берени в тот период были вилланами. Они зарабатывали себе на жизнь в основном земледелием и скотоводством, выполняли крепостные повинности в поместье.

## Достопримечательности
Музей водного хозяйства «Карой Бодоки» – в насосной станции на слиянии канала Хоссуфоки и реки Кеттос-Кёрёш.
Музей Орлая Петрича Сома - этнографическая коллекция, мемориал Холокоста. 
Еврейское кладбище 
Термальный курорт Мезёбереньи
Замок Венкхайм-Фейервари 

## Население
В 2001 году 91% населения города составляли венгры, 4% цыгане, 3% словаки и 2% немцы.
| Год  | Численность | Численность |
| ---- | ----------- | ----------- |
| 2013 | 10 586      | [ 5 ]       |
| 2014 | 10 532      | [ 6 ]       |
| 2019 | 9809        | [ 7 ]       |
| 2021 | 9672        | [ 8 ]       |
| 2022 | 9333        | [ 9 ]       |
| 2023 | 9537        | [ 10 ]      |
| 2024 | 9414        | [ 1 ]       |

## Города-побратимы
- Гронау, Германия
- Коларово, Словакия
- Мюнзинген, Германия
- Совата, Румыния
- Шпайхинген, Германия